# Ed Ward (jugador de hockey)
Edward J. Ward (nacido el 10 de noviembre de 1969) es un jugador jubilado de hockey sobre hielo canadiense. Ward jugó 278 partidos para cinco equipos.

## Carrera deportiva
Ward estuvo redactado por el Quebec Nordiques en la sexta ronda, 108.º en general en el 1988 NHL Borrador de Entrada. Ward escogió jugar NCAA hockey para la Northern Michigan University antes de volverse profesional. Ayudó a dirigir NMU al título NCAA de 1991. En 1991, comenzó su carrera profesional con los Greensboro Monarchs de la East Coast Hockey League, eventualmente rompiendo la lista de los Nordiques en 1993-94. Ward jugó sólo siete juegos con los Nords antes de ser enviados a los Calgary Flames. Ward pasó cinco años entre los Flames, y su afiliado de la AHL los Saint John Flames, entonces jugó partes de temporadas con los Atlanta Thrashers[ ], Mighty Ducks of Anaheim y los New Jersey Devils. Ward terminó su carrera en Suecia, jugando una temporada con Timrå IK en 2001-02 antes de jubilarse.  